# Манин, Юрий Иванович
Ю́рий Ива́нович Ма́нин (16 февраля 1937, Симферополь, СССР — 7 января 2023) — советский и немецкий математик, алгебраический геометр, педагог. Один из основоположников некоммутативной алгебраической геометрии, теории квантовых вычислений и квантовой информатики.
Член-корреспондент Российской академии наук (1991; с 1990 года — Академии наук СССР). Член Королевской академии наук Нидерландов, Гёттингенской академии наук, академии «Леопольдина», Французской академии наук (2005), Американской академии искусств и наук и Папской академии наук (Ватикан) (1996). Почётный доктор Сорбонны, Университета Осло и Уорикского университета.

## Биография
Родился в Симферополе, в семье студентов Крымского педагогического института Ивана Гавриловича Манина (1913—1943) и Ревекки Зиновьевны Миллер. Отец окончил географический факультет и был оставлен преподавателем там же. Мать окончила филологический факультет и позднее защитила кандидатскую диссертацию о писателе и декабристе А. А. Бестужеве. Детские годы в Симферополе провёл в доме бабушки и дедушки со стороны матери по улице Субхи, дом 16. С началом Великой Отечественной войны семья была эвакуирована с пединститутом в Махачкалу, оттуда в Чарджоу и в Мирзачуль. Отец пропал без вести на фронте осенью 1943 года (по другим сведениям — 1941).
В 1945 году вернулся с матерью в Симферополь (мать позже была главным редактором художественной литературы в Крымиздате, но была уволена в ходе кампании по борьбе с космополитизмом). В школьном возрасте на Юрия Манина большое влияние оказала книга Виноградова «Основы теории чисел», и в 15 лет он отослал Виноградову полученное им обобщение формулы для числа целых точек в круге.
В 1953 году окончил среднюю школу с золотой медалью и поступил на механико-математический факультет МГУ. В 1958 году окончил МГУ, затем там же аспирантуру под научным руководством Игоря Шафаревича. В 1961 году защитил кандидатскую, а в 1963 году — докторскую диссертацию по физико-математическим наукам.
С 1960 по 1992 годы работал в отделе алгебры Математического института им. В. А. Стеклова АН СССР, с 1965 по 1992 год — в МГУ (в 1967 году стал профессором кафедры высшей алгебры).
C 1992 по 1993 год — профессор Массачусетского технологического института. В 1993 году переехал в Германию и принят в Общество Макса Планка. C 1993 по 2005 год — содиректор Математического института Макса Планка (Бонн).
В 2002—2011 годаx — профессор Северо-западного университета (США). C 2005 года — заслуженный профессор Математического института Макса Планка (Бонн).
Его наиболее известными учениками являются В. Г. Дринфельд и В. А. Исковских.
Является прототипом Вечеровского из фантастической повести «За миллиард лет до конца света» братьев Стругацких.
Скончался 7 января 2023 года
.

## Научные достижения
Характерной особенностью научной деятельности Ю. И. Манина является активный интерес к новейшим открытиям математики и физики. В сотрудничестве с учениками и коллегами он написал работы по алгебраической геометрии (в том числе — некоммутативной), дифференциальным уравнениям, теории кодов, теории чисел, теории категорий, математической физике, суперсимметрии, квантовым группам, зеркальной симметрии, квантовым вычислениям. Во всех указанных областях его идеи сохраняют важное значение до настоящего времени.
Так, он внёс важный вклад в разработку теории алгебраических групп; создал метод дифференциальных операторов на алгебраических многообразиях, зависящих от параметра, на его основе решил проблему Морделла для функциональных полей; совместно с М. Атьёй, В. Г. Дринфельдом и Н. Хитчиным сделал алгебро-геометрическое описание инстантонов Янга — Миллса.
Первым высказал идею квантовых вычислений (1980):

(…) квантовое пространство состояний обладает гораздо большей ёмкостью, чем классическое: там, где в классике имеется N дискретных состояний, в квантовой теории, допускающей их суперпозицию, имеется cN планковских ячеек. При объединении классических систем их числа состояний N1 и N2 перемножаются, а в квантовом варианте получается cN1N2.
(…) Квантовый автомат должен быть абстрактным: его математическая модель должна использовать лишь самые общие квантовые принципы, не предрешая физических реализаций. Тогда модель эволюции есть унитарное вращение в конечномерном гильбертовом пространстве, а модель виртуального разделения на подсистемы отвечает разложению пространства в тензорное произведение. Где-то в этой картине должно найти место взаимодействие, описываемое по традиции эрмитовыми операторами и вероятностями.   

## Увлечения
Увлекался литературой, поэзией, психологией, философией, туризмом и иностранными языками.

## Семья
- Дед математика (в чьём доме он воспитывался в детские годы) — Зиновий Григорьевич (Зундель Гиршевич) Миллер (1879—1943), уроженец Юзовки, в молодости писал пьесы для местного драматического театра, позже работал журналистом, с 1916 года жил с семьёй в Симферополе. Его исторические драмы были изданы: «Месть Горофы» (в 3 действиях) — в 1898 году, «Юдифь» (в 4 действиях) — в 1900 и 1904 годах, «Фегора» (в 5 действиях) — в 1900 году[14][15].
- Тётя (сестра матери) — литературовед и переводчик Рашель Зиновьевна Миллер-Будницкая (1906—1967), кандидат филологических наук, автор переводов и работ по творчеству Редьярда Киплинга, Шолом-Алейхема и других писателей XX века.

## Награды
- Премия Московского математического сообщества 1963 года
- Ленинская премия — 1967 год, за работы по теории алгебраических кривых и абелевых многообразий
- Золотая Медаль Брауэра (1987)
- Премия Неммерса по математике (1994)
- Премия Рольфа Шока по математике (1999)
- Чернский приглашенный профессор (1999)
- Международная премия короля Фейсала (2002)
- Медаль Кантора (2002)
- Большой командорский крест (2008)[16]
- Премия Бойяи (2010)
- Эйлеровская лекция (2016).

В 2000 году сделал пленарный доклад на Европейском математическом конгрессе.

## Книги
- Манин Ю. И. Лекции по алгебраической геометрии. Часть 1: Аффинные схемы. — М.: МГУ, 1970. — 133 с.
- Манин Ю. И. Лекции по алгебраической геометрии. Часть 2. К-функтор в алгебраической геометрии. — М.: МГУ, 1971. — 86 с.
- Манин Ю. И. Кубические формы: алгебра, геометрия, арифметика. — М.: Физматлит, 1972,— 304с.
- Манин Ю. И. Десятая проблема Гильберта // Современные проблемы математики: Сборник. — М.: ВИНИТИ, 1973
- Манин Ю. И. Лекции по математической логике. В 2-х частях. — М.: МГУ, 1974,— 133+69 с.
- Манин Ю. И. P-адические автоморфные функции — М.: ВИНИТИ, 1974,— 92 с.
- Манин Ю. И. Алгебраические аспекты нелинейных дифференциальных уравнений. — М.: ВИНИТИ, 1978,— 150 с.
- Манин Ю. И. Доказуемое и недоказуемое. — М.: Советское Радио, 1979,— 88 с.
- Манин Ю. И. Математика и физика. — М.: Знание, 1979. — 33 с.
- Манин Ю. И. Вычислимое и невычислимое. — М.: Советское радио, 1980. — 128 с.
- Манин Ю. И. Калибровочные поля и комплексная геометрия. — М.: Наука, 1984. — 336 с.
- Кострикин А. И., Манин Ю. И. Линейная алгебра и геометрия. — М.: Наука, 1986. — 304 с.
- Гельфанд С. И., Манин Ю. И. Методы гомологической алгебры. Введение в когомологии и производные категории. Том 1. — М.: Наука, 1988,— 416с.
- Манин Ю. И., Панчишкин А. А. Введение в теорию чисел. — М.: ВИНИТИ, 1990. — 135 с.
- Manin, Yu. Topics in noncommutative geometry. — Princeton University Press, 1991
- Кобзарев И. Ю., Манин Ю. И. Элементарные частицы. Диалоги физика и математика. — М.: ФАЗИС, 1997. — 208 с.
- Manin, Yu. Frobenius manifolds, quantum cohomology, and moduli spaces. — American Mathematical Society, 1999.
- Манин Ю. И. Математика как метафора. — М.: МЦНМО, 2008. — 400 с.
- Манин Ю. И., Панчишкин А. А. Введение в современную теорию чисел. — М.: МЦНМО, 2009. — 552 с.
- Манин Ю. И. Введение в теорию схем и квантовые группы. — М.: МЦНМО, 2012. — 256 с.

## Высказывания
- В шестидесятые годы бытовал журналистский штамп: «Компьютеры –– усилители человеческого разума». В одной публичной лекции того времени я просил не забывать, что в той же мере они усиливают человеческую глупость. (Вспомните точную формулу Аркадия Белинкова: «Глупость –– это не отсутствие ума, а такой ум».)

Коэффициент усиления, обеспечиваемый современными компьютерами, на много порядков выше, доступ к ним намного легче, а количество глупости и жестокости, подвергаемых усилению, не уменьшилось.